# غریزه

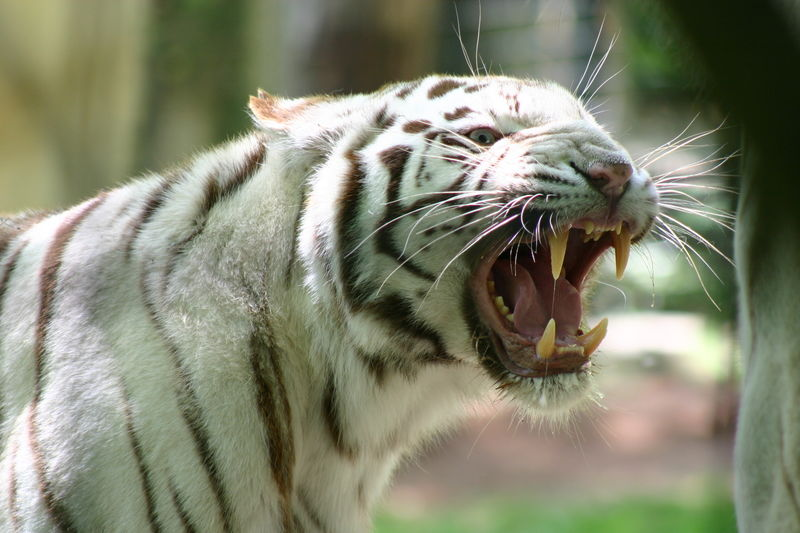
نگاره غُرّش ببر سفید آسیایی که نوعی رفتار غریزی است را نشان می‌دهد.

غَریزه گرایش درونی و ذاتی ارگانیسم‌های زنده به سمت رفتارهای مشخص است.
غریزه به معنای علاقه‌ها، مهارت‌ها و معلوماتی است که موجود زنده بدون آموزش و از ابتدای تولّد به صورت بالقوّه یا بالفعل با خود دارد. الگوهای رفتاری غریزی از سرشت برمی‌خیزند و اکتسابی و آموختنی نیستند.
رفتارهایی مانند نوع تغذیه و تولید مثل در حیوانات بدون تجربه قبلی و به‌طور خودکار و از پیش برنامه‌ریزی‌شده اجرا می‌شود. این برنامه‌ریزی از پیش تعیین‌شده غریزه است. لاک‌پشت‌های دریایی که در کنار ساحل به دنیا می‌آیند از لحظه زایش خودبه‌خود به سمت نور حرکت می‌کنند و زنبورهای عسل بدون آموزش قبلی همگی از طریق رقص‌های خاصی پیام رد و بدل می‌کنند. لانه‌سازی و جنگ‌طلبی و دیگر رفتارهای بسیاری از جانوران رفتارهایی غریزی است که برای بقا لازم بوده‌است.
توماس رید در تعریف غرایز می‌گوید: غریزه تکانه‌ای است طبیعی در جهت انجام عملی خاص، بی‌آنکه قصد و غرض یا حساب و کتاب یا حتی تصوری از آنچه انجام می‌گیرد در کار باشد.

## غریزه در انسان
در پاسخ به این پرسش که آیا انسان نیز دارای غریزه است، تعریف دقیق غریزه دربایسته است.
اگر غریزه به مثابهٔ «گرایش‌ها روانی حاصل از عوامل زیستی که موجبِ رفتار می‌شوند» در نظر گرفته شود، تقریباً می‌توان گفت که انسان هیچ گونه غریزه‌ای ندارد. حرکاتی که گاه در اصطلاح روزمره به آنها غریزی می‌گویند، چون کشیدن صورت هنگام آمدن مشتی به سوی آن، طبق تعریف دقیق غریزه، غریزی نیستند. غریزه آن گونه که در دیدگاهِ علمی درک می‌شود، یک الگوی زنجیره‌ای و پیچیده از رفتار است که به طورِ ژنتیکی تعیین می‌شود. در این معنا آدابِ معاشقهٔ بسیاری از حیوانات با سیستمِ عصبیِ ابتدایی‌تر غریزی است؛ مثلاً حرکات و آداب پیچیدهٔ زوج ماهی آبنوس هنگام جفت‌گیری غریزی است. اما به هم زدنِ چشم یا کنار کشیدنِ سر در برابرِ یک ضربهٔ پیش‌بینی شده، یک عملِ انعکاسی است، نه یک غریزه. این عمل تنها یک واکنشِ ساده است، نه یک الگوی رفتارِ زنجیره‌ای و پیچیده؛ بنابراین سخن گفتن از آن به عنوانِ عملِ غریزی به مفهومِ دقیق و علمیِ آن نادرست است،
از سوی دیگر اگر غریزه را به معنای دوم یعنی به عنوانِ «گرایش‌ها روانی حاصل از عوامل زیستی که انجامِ یک رفتار را تسهیل (ممکن) می‌کنند» در نظر بگیریم، می‌توان گفت که انسان دارای غرایزِ بی شماری است،

## نظریات یونگ
کارل گوستاو یونگ هرگونه تلاش به سمت فعالیت‌های معین از جمله همهٔ فرایندهای روانی را که انرژی شان تحت کنترل خودآگاه نیست غریزه می‌داند. محرک این کشش می‌تواند از درون یا بیرون برخاسته باشد و مکانیسم غریزه نیز می‌تواند به شکل فیزیکی یا ارگانیک فعال گردد. از دید او غرایز پدیده‌های زیست‌شناختی محض نیستند بلکه در عین حال ساختارهای خیالی پرمعنایی هستند که از ویژگی نمادین برخوردارند. هر غریزه به شکل پیشاتجربی با یک تصویر روانی متناظر یا دیدگاهی دربارهٔ یک وضعیت پیوند خورده‌است.
در میان غرایز بی‌شمار انسان یونگ به وجود یک غریزهٔ اجتماعی نیز قایل است. از دید او انسان تنها مجموعه‌ای از غرایز خودخواهانه نیست، بلکه موجودی اجتماعی هم هست. او اجبارهای اجتماعی خویش را به شکل پیشاتجربی و به صورت یک ضرورت فطری همراه خود دارد.